# نور مريم (مسلسل)
نور مريم، مسلسل تلفزيوني مصري عرض في رمضان 1432هـ/2011م.

## قصة المسلسل
تدور أحداث المسلسل في إطار اوضاع الفساد في المجتمع بفترة النظام السابق ومحاولات أصحاب الضمائر الحية لمواجهة هذا الفساد حيث "نور" (يوسف الشريف) الذي يحاول جاهدا تحقيق غايته بغض النظر عن الوسائل التي يستخدمها في ذلك في الوقت الذي تحاول فيه الدكتورة "مريم" (نيكول سابا) مواجهة هذا الفساد.

## بطولة
- نيكول سابا
- يوسف الشريف
- ياسر جلال
- ملك قورة
- جيهان فاضل
- كارولين خليل
- أحمد خليل
- يوسف فوزي
- سامي مغاوري
- سامح السيد
- خالد محمود
- مجدي فكري
- ماهر عصام
- منة بدر
- كريم الحسيني
- محمود مهدي
- نبيل الباسوسي
- حمدي شرف الدين